# Pterogenia luteipennis
Pterogenia luteipennis är en tvåvingeart som beskrevs av Mario Bezzi 1916. Pterogenia luteipennis ingår i släktet Pterogenia och familjen bredmunsflugor. Inga underarter finns listade i Catalogue of Life.